# HMS Urd (A241)
HMS Urd (A241) är byggd på Marstrands varv år 1960 för trålfiske i Nordsjön och kring Falklandsöarna under namnet Falkland. Efter det tjänstgjorde hon som oljebekämpningsfartyg under namnet TV01. Så småningom köptes hon av svenska marinen 1986 och byggdes om till forskningsfartyg. Namnet "Urd" kommer från en av de tre nornorna i den fornnordiska mytologin.